# Lego Скуби-Ду!: Призрачный Голливуд
«Lego Скуби-Ду!: Призрачный Голливуд» (англ. Lego Scooby-Doo! Haunted Hollywood) — мультипликационный фильм, предназначенный для домашнего просмотра и основанный на произведении Хита Корсона и Дуана Капиззи о персонажах «Скуби-Ду». Является тридцать вторым в линейке полнометражных фильмов о Скуби-Ду и первым в серии «Lego Scooby-Doo!». Фильм был выпущен на Blu-ray и DVD 10 мая 2016 года.

## Сюжет
После раскрытия очередного дела Шэгги Роджерс и Скуби-Ду выигрывают поездку в Голливуд. Из-за появления разных монстров — зомби, мумии, всадника без головы — «Студия Брикстон», знаменитая производством фильмов ужасов, несёт огромные убытки и находится на грани банкротства. Вместе с детективами на экскурсию приезжает Аттикус Финк, который собирается купить студию Чета Брикстона за бесценок. Во время осмотра павильонов на них нападает всадник без головы. Также чудище срывает съёмки фильма, последней надежде Брикстона. Скуби-Ду и его друзьям предстоит доснять фильм, спасти студию от разорения и разоблачить монстров.

## Роли озвучивали
| Актёр                 | Роль                    |
| --------------------- | ----------------------- |
| Фрэнк Уэлкер          | Фред Джонс; Скуби-Ду    |
| Мэттью Лиллард        | Шэгги Роджерс           |
| Грей Делайл           | Дафна Блейк             |
| Кейт Микуччи          | Велма Динкли            |
| Ди Брэдли Бейкер      | морское чудище; зомби   |
| Джейби Бланк          | Аттикус Финк; режиссёр  |
| Кристиан Ланц         | Брайан Лейкшор; мумия   |
| Скотт Менвиль         | Джуниор                 |
| Кассандра Петерсон    | Дрелла Дьяволик         |
| Джеймс Арнольд Тэйлор | Чет Бриктон; рассказчик |